# تاريخ جنوب إفريقيا (1994-الوقت الحاضر)

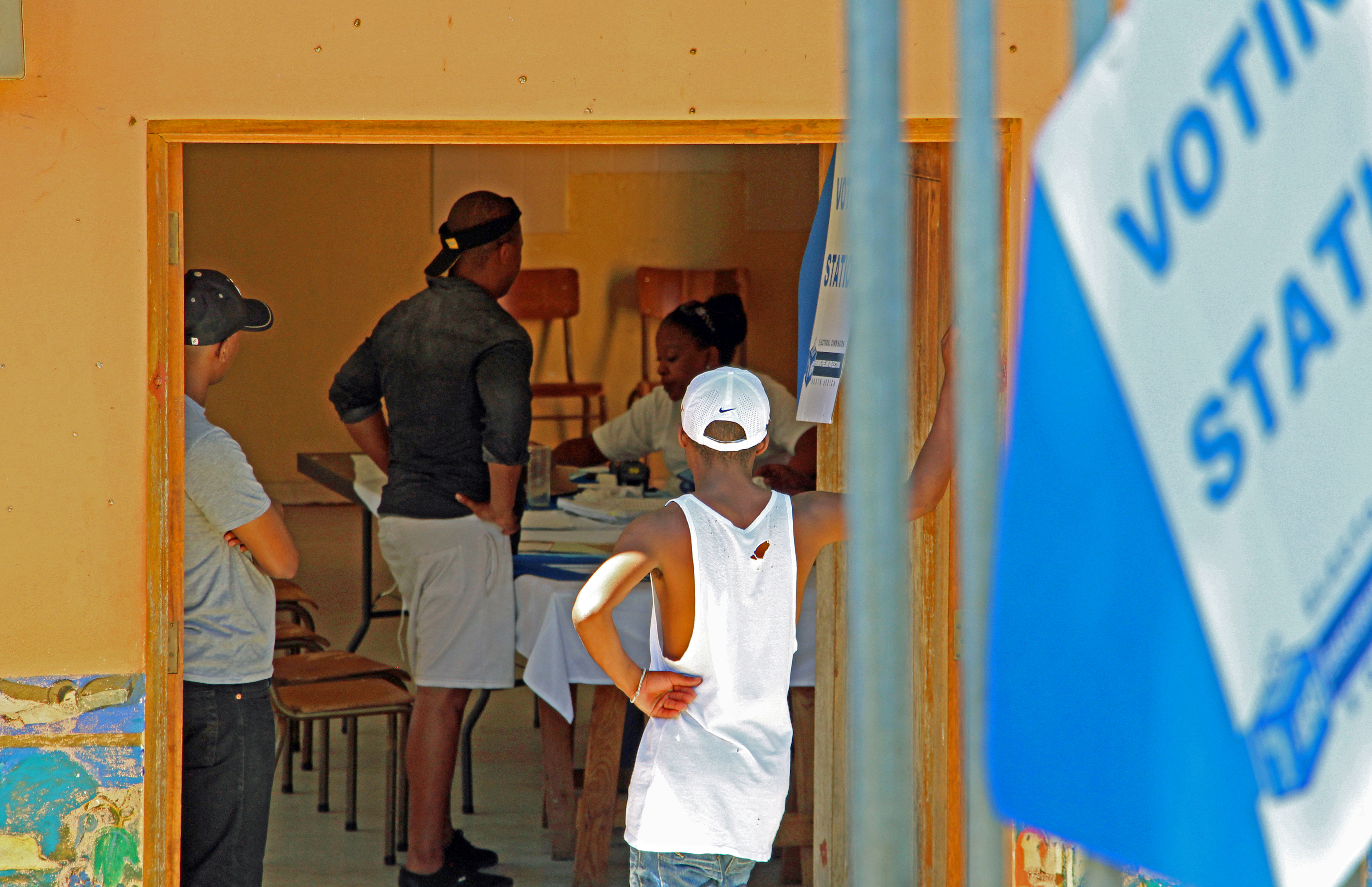
جنوب افريقيا - التسجيل للتصويت

انتقلت جنوب إفريقيا منذ عام 1994 من نظام الفصل العنصري إلى نظام حكم الأغلبية. أدت انتخابات 1994 إلى تغيير في الحكومة مع وصول المؤتمر الوطني الأفريقي إلى السلطة. احتفظ حزب المؤتمر الوطني الأفريقي بالسلطة بعد انتخابات لاحقة في الأعوام 1999 و2004 و2009 و 2014. يُعرف الأطفال الذين ولدوا خلال هذه الفترة بالجيل الحر، وأولئك الذين يبلغون من العمر ثمانية عشر عامًا أو أكثر، تمكنوا من التصويت لأول مرة في عام 2014.

## فترة رئاسة مانديلا (1994-1999)
بعد انتخابات 27 أبريل 1994، أدى نيلسون مانديلا اليمين رئيسًا لجنوب إفريقيا. ألِفت حكومة الوحدة الوطنية؛ ويتكون مجلس وزرائها من اثني عشر وزيرًا ممثلًا عن المؤتمر الوطني الأفريقي، وستة من الحزب الوطني، وثلاثة من حزب الحرية إنكاثا. عُين ثابو مبيكي وف.دبليو دي كليرك نائبين للرئيس.  من الناحية الاقتصادية، شرعت الحكومة في برنامج إعادة الإعمار والتنمية لمعالجة النتائج الاجتماعية والاقتصادية للفصل العنصري، بما في ذلك التخفيف من حدة الفقر ومعالجة النقص الهائل في الخدمات الاجتماعية في جميع أنحاء البلاد؛ وهو أمر أقرت الحكومة بأنه سيعتمد على بيئة اقتصاد كلي أقوى.
في عام 1995، استبدل الدستور المؤقت الذي اتُفق عليه أثناء المفاوضات لإنهاء الفصل العنصري بدستور جديد. أنشأت الحكومة أيضًا لجنة الحقيقة والمصالحة لفضح جرائم حقبة الفصل العنصري. استمعت اللجنة إلى العديد من قصص الوحشية المروعة والظلم من جميع جوانب الصراع، وقدمت بعض التنفيس للناس والمجتمعات التي مزقتها تجاربهم السابقة.
عملت لجنة الحقيقة والمصالحة من خلال السماح للضحايا بسرد قصصهم والسماح للجناة بالاعتراف بالذنب، مع تقديم عفو لمن قدموا اعترافات كاملة. أولئك الذين اختاروا عدم المثول أمام اللجنة واجهوا محاكمة جنائية إذا أثبتت السلطات إدانتهم. ولكن بينما اعترف بعض الجنود والشرطة والمواطنين العاديين بجرائمهم، فإن القليل ممن يصدرون الأوامر قدموا أنفسهم. على سبيل المثال، رفض رئيس الدولة السابق ب. دبليو بوتا ونائبه ثابو مبيكي المثول أمام اللجنة.
اعتُمدت إستراتيجية النمو والتوظيف وإعادة التوزيع في يونيو 1996. وقد تأثرت تلك الاستراتيجية بالأفكار الاقتصادية التي أصبحت تُعرف باسم إجماع واشنطن. كانت الاستراتيجية تهدف إلى خفض الإنفاق الحكومي وترشيد القطاع العام وتقليص عجز الموازنة إلى 3% بحلول عام 1999. كان تريفور مانويل قد عُين للتو وزيرًا للمالية.  ربما اعتمدت تلك إستراتيجية تحت ضغط من المستثمرين الدوليين.
في عام 1995، استضافت جنوب إفريقيا وفازت بكأس العالم للرجبي. ارتدى نيلسون مانديلا قميص سبرينغبوك للرجبي لتقديم كأس ويليام ويب إليس لكابتن جنوب أفريقيا فرانسوا بينار، وهي صورة رمزية للمصالحة بين الأعراق.

## فترة رئاسة مبيكي (1999-2008)
في عام 1999، أجرت جنوب إفريقيا ثاني انتخابات غير عنصرية.  زاد حزب المؤتمر الوطني الأفريقي الحاكم أغلبيته، وحصل الحزب على مقعد واحد يزيد عن أغلبية الثلثين التي من شأنها أن تسمح له بتعديل الدستور. انتُخب ثابو مبيكي ليكون ثاني رئيس أسود عرقيًا في البلاد.
خسر الحزب الوطني، الذي أعيد تشكيله ليصبح الحزب الوطني الجديد، ثلثي مقاعده، فضلًا عن وضع المعارضة الرسمية لصالح الحزب الديمقراطي. كان الحزب الديمقراطي تقليديًا هو معقل للبيض الليبراليين، وحصل في تلك الفترة على دعم جديد من المحافظين المحبطين من الحزب الوطني، ومن بعض السود من الطبقة المتوسطة.  خلف الحزب الديمقراطي، جاء حزب كوازولو ناتال إنكاثا للحرية، وهو صوت قومية الزولو تاريخيًا.  في حين فقد حزب إنكاثا بعض الدعم، استمر زعيمه مانغوسوثو بوثيليزي في ممارسة السلطة بصفته وزيرًا للشؤون الداخلية.
في حين أن القاعدة الشعبية لحزب المؤتمر الوطني الإفريقي أحبت مبيكي أقل بكثير من مأدبا (نيلسون مانديلا) المحبوب، أثبت مبيكي أنه سياسي حاذق، وحافظ على تفوقه السياسي من خلال عزل أحزاب المعارضة أو استمالاتها.  ومع ذلك، فإن إنكار مبيكي الفعال لأزمة فيروس نقص المناعة البشرية أثار انتقادات عالمية، وأثار إخفاقه الواضح في إدانة الوضع المتدهور في زيمبابوي المجاورة قلق مالكي الأراضي في جنوب إفريقيا.
في يونيو 2005، ظهرت ادعاءات فساد تتعلق بصفقة أسلحة وطنية ضد نائب رئيس البلاد، جاكوب زوما، بعد أن أدين مستشاره المالي، شابير شيخ، بالفساد والاحتيال. في أعقاب الإدانة، أقال مبيكي زوما من منصب نائب الرئيس. اتُهم زوما فيما بعد بالفساد في قضية لم تُحل حتى عام 2009؛ في غضون ذلك، نمت قاعدة قوة زوما داخل حزب المؤتمر الوطني الأفريقي بشكل ملحوظ. تراجع الدعم الشعبي لمبيكي من جراء الشعور بأن السياسات الاقتصادية لحكومته قد فشلت في تحقيق التنمية الشاملة.
نُفذ برنامج التمكين الاقتصادي للسود من عام 2003 لمعالجة عدم المساواة في حقبة الفصل العنصري. انتقد البرنامج لأنه أفاد في الغالب شريحةً ضيقةً من الفئات المحرومة سابقًا، وأعيد إطلاق البرنامج في عام 2007 باعتباره التمكين الاقتصادي للسود على نطاق واسع.
ظلت الجريمة في جنوب إفريقيا مشكلةً كبيرة. أفادت مجلة الإيكونوميست مقتل ما يقرب من 1500 مزارع أبيض في هجمات منذ عام 1991، وفي كل من عامي 1995 و 1998، احتلت البلاد المرتبة الأولى في العالم في جرائم القتل المبلغ عنها. في محاولة لمكافحة معدلات القتل المروعة، نشرت الحكومة إحصاءات تظهر انخفاضًا ثابتًا، وإن كان ضئيلًا في معدل القتل منذ عام 1994؛ لكن هذا يختلف في جميع أنحاء البلاد.  في عام 2001، كان من المرجح أن يُقتل مواطن في جنوب إفريقيا أكثر من الموت في حادث سيارة.
وفقًا لمجلة الإيكونوميست، هاجر ما يقدر بنحو 250 ألف من البيض الجنوب أفريقيين بين 1994-2005.

### استرداد مبيكي
في المؤتمر الوطني الثاني والخمسين للمؤتمر الوطني الأفريقي في بولوكواني في ديسمبر 2007، خسر مبيكي السباق على رئاسة حزب المؤتمر الوطني الأفريقي أمام نائبه السابق جاكوب زوما. ذهبت جميع المناصب القيادية داخل حزب المؤتمر الوطني الأفريقي إلى أنصار زوما، ما مثل تحولًا رئيسيًا في السلطة داخل الحزب الحاكم. أعقب إخراج مبيكي تحركًا تدريجيًا نحو اليسار في السياسة الاقتصادية للبلاد.
ظل زوما، رئيس حزب المؤتمر الوطني الأفريقي آنذاك؛ ومرشح حزب المؤتمر الوطني الأفريقي للرئاسة في الانتخابات العامة لعام 2009، يواجه اتهامات بالفساد تتعلق بصفقة أسلحة بمليارات الراند. ومع ذلك، في عام 2008، وجد حكم تاريخي أصدره قاضي المحكمة العليا كريس نيكلسون أن إعادة توجيه الاتهام إلى زوما من قبل هيئة الادعاء الوطنية كان غير قانوني وتأثرت بضغط من مبيكي بشكل غير ملائم بسبب دوافع سياسية. وهكذا رُفضت القضية المرفوعة ضد زوما.
ونتيجة لكشف القاضي بشأن التدخل السياسي، طلبت اللجنة التنفيذية الوطنية لحزب المؤتمر الوطني الأفريقي عزل مبيكي من رئاسة البلاد. قدم مبيكي استقالته في 21 سبتمبر 2008. نُقض حكم نيكولسون لاحقًا في الاستئناف.